# هالوفانترین
هالوفانترین (انگلیسی: Halofantrine) دارویی است که برای درمان مالاریا استفاده می‌شود. ساختار هالوفانترین حاوی فنانترن جایگزین شده‌است و مربوط به داروهای ضد مالاریا کینین و لومفانترین است. هالوفانترین که به‌عنوان «هالفان» به بازار عرضه می‌شود، هرگز برای پیشگیری از مالاریا استفاده نمی‌شود و نحوه عملکرد آن ناشناخته است، اگرچه یک مطالعه کریستالوگرافی نشان داد که در شرایط آزمایشگاهی به هماتین متصل می‌شود و مکانیسم احتمالی اثر را نشان می‌دهد. همچنین نشان داده شده‌است که هالوفانترین به پلاسمپسین، یک آنزیم تجزیه کننده هموگلوبین منحصر به انگل‌های مالاریا متصل می‌شود.

## عوارض جانبی
هالوفانترین می‌تواند باعث درد شکمی، اسهال، استفراغ، بثورات پوستی، سردرد، خارش و افزایش آنزیم‌های کبدی شود.
این دارو می‌تواند با سمیت قلبی مرتبط باشد. خطرناک‌ترین عارضه جانبی آریتمی قلبی است: هالوفانترین باعث طولانی شدن قابل توجه QT می‌شود و این اثر حتی در دوزهای استاندارد نیز دیده می‌شود. بنابراین، این دارو نباید به بیماران دارای نقص هدایت قلبی داده شود و نباید با مفلوکین ترکیب شود.

## تداخلات
مصرف گریپ فروت همراه با برخی داروها می‌تواند عوارض جانبی جدی، حتی مرگ ایجاد کند. هالوفانترین همراه با این میوه یا آب گریپ فروت خطرناک است. مکانیسم اثر مهار CYP3A4 است که برای متابولیسم دارو و حذف آن از بدن ضروری است. بدون CYP3A4، سطوح دارو در بدن سمی می‌شود.

## فارماکولوژی
مکانیسم اثر هالوفانترین ناشناخته است. جذب هالوفانترین نامنظم است، اما در صورت مصرف با غذای چرب افزایش می‌یابد. به دلیل ترس از مسمومیت ناشی از افزایش سطح هالوفانترین خون، هالوفانترین باید با معده خالی مصرف شود.
سطح پلاسما در ۱۶ ساعت به اوج خود می‌رسد و نیمه عمر دارو حدود ۴ روز است.

## کاربرد
هالوفانترین تنها برای درمان مالاریا استفاده می‌شود. برای پیشگیری از مالاریا (پیشگیری) به دلیل خطر سمیت و جذب غیرقابل اطمینان استفاده نمی‌شود.